# New American Library
Pour les articles homonymes, voir NAL.
New American Library (NAL) est une maison d'édition américaine fondée en 1948 par Victor Weybright et Kurt Enoch. Elle a son siège à New York et édite principalement des réimpressions en livre de poche de classiques et de fiction populaire, publiant environ 400 titres par an. C'est une filiale de Penguin Group depuis 1987.
Parmi les collections de NAL, on peut citer : Obsidian, Onyx, Roc Books, Signet Books, Signet Classics, Signet Eclipse et Topaz.